# United (Dream Evil)
| Recensione | Giudizio |
| ---------- | -------- |
| AllMusic   |          |

United è il quarto album in studio del gruppo musicale svedese heavy metal Dream Evil, pubblicato nel 2006.

## Tracce
1. Fire Battle in Metal – 3:11
2. United – 3:33
3. Blind Evil – 4:23
4. Evilution – 4:28
5. Let Me Out – 4:28
6. Higher on Fire – 4:29
7. Kingdom at War – 3:11
8. Love Is Blind – 4:47
9. Falling – 4:01
10. Back from the Dead – 4:28
11. Doomlord – 4:42
12. My Number One – 3:09

## Formazione
- Niklas Isfeldt - voce
- Fredrik Nordström - chitarra
- Mark Black - chitarra
- Peter Stålfors - basso
- Pat Power aka Patrik J - batteria